# Motreff
Motreff (bret. Motrev) – miejscowość i gmina we Francji, w regionie Bretania, w departamencie Finistère.
Według danych na rok 1990 gminę zamieszkiwały 664 osoby, a gęstość zaludnienia wynosiła 31 osób/km² (wśród 1269 gmin Bretanii Motreff plasuje się na 740. miejscu pod względem liczby ludności, natomiast pod względem powierzchni na miejscu 469.).